# Newport Jazz Festival
Il Newport Jazz Festival è un festival musicale per artisti jazz che dal 1954 si tiene annualmente ad agosto nell'esclusiva località balneare statunitense di Newport (Rhode Island), nei pressi di New York. Fu istituito nel 1954 per volere della locale benestante Elaine Lorillard che, insieme al marito Louis Lorillard, finanziò a lungo la manifestazione. L'organizzazione della prima edizione fu affidata al noto impresario di jazz George Wein, che mantenne l'incarico per molti anni. Il festival fu trasferito a New York nel 1972 e dal 1981 si tiene nuovamente a Newport. Si tiene spesso nello stesso mese di un altro importante evento musicale cittadino, il Newport Folk Festival.

## Prime edizioni
La prima edizione del 1954 fu chiamata "First Annual American Jazz Festival" e si tenne nell'arco di due giorni nel parco del Casinò di Newport. Comprendeva dibattiti e musica jazz dal vivo; tra i musicisti che si esibirono vi furono Billie Holiday e Stan Kenton, che nell'occasione fu il maestro di cerimonie. L'evento, molto pubblicizzato dalla stampa specializzata, ebbe grande successo e richiamò 13.000 spettatori.
Nel 1955 fu abbandonato il piccolo Newport Casino e i concerti si tennero al Freebody Park, un'arena sportiva adiacente al casinò, mentre per i dibattiti e ricevimento ospiti la famiglia Lorillard acquistò il vicino Belcourt Castle. Gli spettatori erano spesso studenti che si accampavano all'aperto o in tenda e molti facevano parte della comunità afroamericana, in un periodo e in un ambiente in cui il razzismo era particolarmente sentito. Si aggiunsero inoltre problemi di ingorghi stradali. Una parte della ricca borghesia locale si oppose quindi al festival, in contrasto con i giovani organizzatori che a loro volta facevano parte della élite cittadina. Malgrado ciò la manifestazione ebbe grande successo e negli anni successivi divenne sempre più famosa.
Nel 1959, George Wein fu uno dei fondatori del Newport Folk Festival, che a sua volta si tiene con cadenza annuale nella città del Rhode Island. Nel 1960, il disturbo creato da spettatori rumorosi fece intervenire le forze dell'ordine. Iniziarono a circolare voci sull'imminente chiusura del festival ed il poeta Langston Hughes, presente all'evento, scrisse subito il testo della nuova canzone Goodbye Newport Blues, che fu portata sul palco durante il concerto del gruppo di Muddy Waters e cantata dal pianista Otis Spann. In quegli stessi giorni fu organizzato a Newport un contro-festival da Charles Mingus e Max Roach, per protestare contro i bassi ingaggi riservati dall'organizzazione ai grandi innovatori del jazz in confronto a quelli pagati agli artisti mainstream. Tale circostanza era aggravata dal fatto che gli innovatori erano prevalentemente di colore, mentre i musicisti mainstream erano soprattutto bianchi.
Tali problemi portarono gli organizzatori a rinunciare al festival del 1961, e al suo posto si tenne il festival "Music at Newport", organizzato da Sid Bernstein. La manifestazione fu un insuccesso e Bernstein annunciò che non ne avrebbe allestita un'altra l'anno dopo. Nel 1962 riprese invece il Newport Jazz Festival, nel quale per la prima volta George Wein si prese in carico da solo dell'organizzazione e del management finanziario, rendendo il festival una propria attività commerciale. Negli anni successivi avrebbe organizzato altri festival del jazz, diventando un pioniere del settore.
Il festival del 1964 fu l'ultimo che si svolse al Freebody Park, divenuto ormai piccolo per il crescente numero di spettatori. Fu scelto un ampio campo lontano dal centro per accontentare gli oppositori del festival, che si lamentavano per il caos in città nei giorni della manifestazione. Il nuovo sito, chiamato Festival Field, fu inaugurato nel 1965; tra gli artisti che intervennero vi fu Frank Sinatra e fu battuto il record di spettatori.

## La sperimentazione
Nel festival del 1969 furono introdotti per la prima volta musicisti di soul e rock, tra i quali Jeff Beck, Blood, Sweat & Tears, Ten Years After, Jethro Tull, John Mayall, Sly & the Family Stone, James Brown e i Led Zeppelin. Tra i jazzisti e i bluesmen furono chiamati Miles Davis, Dave Brubeck, Herbie Hancock e B.B. King. Il risultato fu notevole sotto il profilo artistico, ma portò un esagerato numero di spettatori e vi furono incidenti e proteste tra quelli che giunsero senza biglietti, che erano esauriti. La situazione indusse George Wein ad annunciare la cancellazione del concerto di sabato dei Led Zeppelin, che invece si tenne in quanto molti spettatori avevano lasciato la città dopo aver saputo dell'annuncio.
Per il festival del 1971 fu ingaggiata The Allman Brothers Band, a quel tempo particolarmente popolare, e anche questa volta gli spettatori arrivati superarono le aspettative. Quelli rimasti senza biglietti si sistemarono sulla collina vicina e ruppero la recinzione durante il concerto di Dionne Warwick. Il festival fu interrotto dopo che alcuni scalmanati salirono sul palco e distrussero la strumentazione.

## Spostamento a New York
La conseguenza fu che, nel 1972, George Wein trasferì a New York la manifestazione, che prese il nome Newport Jazz Festival-New York. Da quel momento in poi sarebbe stata riservata esclusivamente al jazz. L'ambizioso progetto comprendeva diversi siti dove tenere i concerti, tra cui lo Yankee Stadium e la Radio City Music Hall. Furono organizzati 30 concerti con 62 artisti di grande richiamo, tra i quali Dizzy Gillespie, Duke Ellington, Dave Brubeck, Ray Charles e Roberta Flack. L'anno dopo furono aggiunti due concerti a Boston, sotto il nome Newport New England Jazz Festival.
Nel 1977, George Wein aggiunse al festival di New York una branca nella cittadina termale di Saratoga Springs, nello Stato di New York, dove i concerti si tennero al locale Performing Arts Center. La tendenza di tenere i concerti della stessa edizione in località diverse si ripeté negli anni successivi, arrivando ad organizzare il Newport Jazz Festival di Madarao, in Giappone. Negli anni settanta furono inoltre introdotti gli sponsor a supporto finanziario del festival, che legarono il proprio nome alla manifestazione.

## Ritorno a Newport
Il festival fu riportato a Newport nel 1981, quando l'azienda Kool finanziò l'evento che prese il nome Kool Jazz Festival. Nuova sede divenne il Fort Adams State Park, un parco cittadino in riva al mare che permette la visuale dagli yacht ormeggiati nelle vicinanze. Furono allestiti tre palchi per concerti esclusivamente diurni, con il divieto di consumare alcolici.
Nel 2007, George Wein vendette parte dei suoi diritti per la produzione del festival alla Shoreline Media. Dalla fusione delle due società nacque la Festival Network LLC, nuova azienda che detiene la proprietà e il management dell'evento. L'ormai anziano Wein rimase ai vertici della Festival Network LLC, delegando la maggior parte dei propri compiti organizzativi. Dallo stesso anno, è stato concessa la vendita e il consumo di alcolici nel parco che ospita il festival. Wein riprese nel 2009 la guida del festival, che venne rinominato George Wein's Jazz Festival 55 ed i concerti si tennero in parte al Fort Adams State Park e in parte sui terreni della International Tennis Hall of Fame.

## Esibizioni e registrazioni di rilievo
Tra le esibizioni più importanti nella storia del festival vi furono quelle di Miles Davis nel 1955, quando suonò da solo 'Round Midnight, e quella nel 1956 dell'orchestra di Duke Ellington nel brano Diminuendo and Crescendo in Blue, con un assolo di sax di Paul Gonsalves, pubblicata nell'album Ellington at Newport. Nella raccolta Miles & Monk at Newport compaiono brani suonati rispettivamente nel 1958 e nel 1963 al festival da Miles Davis e Thelonious Monk. Di grande rilievo furono i concerti a Newport di John Coltrane e Pee Wee Russell. La Columbia Records ha pubblicato l'album Miles & Coltrane con i brani suonati dai due a Newport.
Il concerto tenuto nel 1957 da Ella Fitzgerald, Billie Holiday e Carmen McRae fu pubblicato l'anno dopo nell'album Ella Fitzgerald and Billie Holiday at Newport. Nello stesso anno, quelli del Gigi Gryce-Donald Byrd Jazz Laboratory e del Cecil Taylor Quartet featuring Steve Lacy furono pubblicati in At Newport. Il film Jazz on a Summer's Day documenta il festival del 1958. Le esibizioni di quell'anno di Dave Brubeck, Ray Charles e Miles Davis compaiono rispettivamente negli album Newport 1958, Ray Charles at Newport e At Newport 1958. Altri album contengono le performance del 1958 a Newport di Count Basie e Horace Silver. Quelle al festival del 1960 di Muddy Waters e Nina Simone furono pubblicate in At Newport 1960 e Nina Simone at Newport.
Il concerto al festival del 1961 di Judy Garland fu tenuto dopo le due esibizioni dell'artista alla Carnegie Hall, la prima delle quali fu incisa nell'album vincitore di un Grammy Judy at Carnegie Hall. La Garland fu a Newport per promuovere tale album, ma non ci sono registrazioni di tale esibizione. Tra i musicisti che compaiono nel film sul festival del 1962, vi sono Lambert, Hendricks & Bavan, l'Oscar Peterson Trio, Roland Kirk, Duke Ellington e la Count Basie Orchestra con Jimmy Rushing.
Alcuni dei brani suonati da John Coltrane e Archie Shepp al festival del 1965 sono presenti nell'album New Thing at Newport. L'esibizione di Herbie Mann con Chick Corea di quello stesso anno fu pubblicata nel disco Standing Ovation at Newport. Buona parte dei brani interpretati dallo stesso Mann furono pubblicati nell'album del 1967 New Mann at Newport. Il concerto di Ella Fitzgerald alla Carnegie Hall del luglio 1973 è documentato nell'album Newport Jazz Festival: Live at Carnegie Hall.